# Миколаївський політехнічний коледж
Миколаївський політехнічний фаховий коледж (до 1992 року — Миколаївський суднобудівний технікум) — державний вищий навчальний заклад I рівня акредитації, заснований у 1930 році.

## Історія

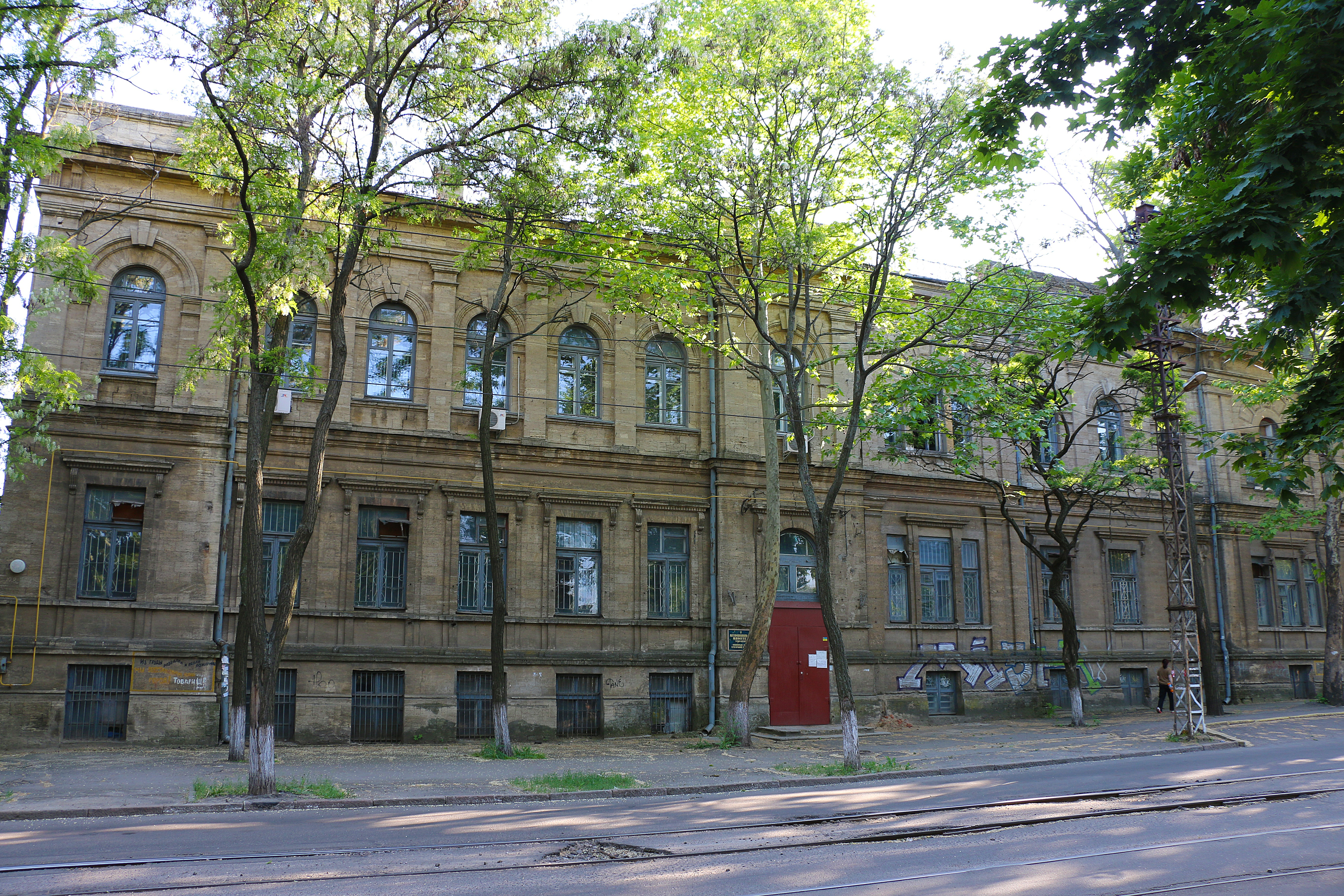
Будівля за адресою вулиця Марка Кропивницького, 41, що використовувалася Миколаївським суднобудівним технікумом як додатковий корпус

Миколаївський політехнічний фаховий коледж засновано 23 липня 1930 року як Миколаївський суднобудівний технікум у зв'язку зі зміною системи народної освіти на базі вже існуючих професійно-технічної школи № 2 і вечірніх курсів. Вже в квітні того ж року відбувся перший прийом на навчання — 300 студентів.
Спочатку навчальний заклад готував техніків суднокорпусобудування, суднових машин і механізмів, електрообладнання суден. Пізніше додалися нови фахи, в яких промисловість відчувала необхідність: зварювальне виробництво і обробка металів різанням.
Перша будівля технікуму розташовувалася на вулиці Аркасівській, 7—9. Там же знаходились і майстерні на площі 80 м2. Через швидкий розвиток та зростання кількості студентів через півтора року технікуму додатково були виділені приміщення на вулиці Плеханівській, 41 (нині — вулиця Марка Кропивницького): два поверхи і кілька службових приміщень. За передвоєнні роки дипломи технікуму одержали 953 фахівця.
З початком німецько-радянської війни майно технікуму не було евакуйовано, лише незначна його частина була передана Миколаївському кораблебудівному інституту, а під час окупації міста все останнє загинуло. Під час війни згорів навчальний корпус, а разом з ним і майстерні. Залишилися кілька службових приміщень, зовсім не пристосованих для роботи. Проте вже у 1944 році робота навчального закладу була відновлена.
На початку 1945 року почалася відбудова згорілого навчального корпусу. Місцеві органи влади виділили для технікуму один поверх СШ № 39 на вулиці Вадима Благовісного. У жовтні 1947 року заняття почалися у відновленому навчальному корпусі по вулиці Марка Кропивницького, 41. Згодом і цей корпус став затісним, тому у 1955 році було побудовано приміщення чотирьохповерхового навчального комплексу із спортивним і актовим залами.
У 1949 році був збудований гуртожиток на вулиці Рози Люксембург, 28 (нині — вулиця Вадима Благовісного), а у 1979 році прийнято до експлуатації ще один гуртожиток на 216 осіб у дворі технікуму. Згодом перший з них було переобладнано під майстерні із вертстатами і слюсарною ділянкою. У тому ж році за досягнення у підготовці фахівців для суднобудівної промисловості технікум нагороджено Почесною грамотою Верховної Ради Української РСР та золотою медаллю ВДНГ.
26 серпня 1992 року наказом Міністерства освіти України Миколаївський суднобудівний технікум перейменовано на Миколаївський політехнічний технікум. Наказом Міністерства освіти і науки України від 29 грудня 2007 року технікум перейменовано у Державний вищий навчальний заклад «Миколаївський політехнічний коледж».
У жовтні 2014 року на території коледжу висаджено алею в пам'ять про Максима Алдошина — випускника закладу, військовослужбовця Миколаївського зонального відділу військової служби правопорядку, що загинув в боях російсько-української війни 7 серпня 2014 року.
Під час повномасштабного вторгнення Росії в Україні в липні 2022 року коледж кілька разів обстрілювався російськими збройними силами: було пошкоджено дах, вікна, кабінети, приміщення їдальні і комп'ютерного класу.
Восени 2022 року коледж був повторно обстріляний російськими військами. В ніч проти 1 листопада три ракети С-300 влучили на територію коледжу, зокрема в будівлю учбового корпусу, внаслідок чого було зруйновано секцію з першого по четвертий поверхи будівлі зі сторони внутрішнього двору навчального закладу. Також пошкоджено розташований поруч приватний сектор та багатоквартирні будинки. На складському приміщенні коледжу та в сусідній п'ятиповерхівці зайнялися пожежі.
В березні 2023 року коледж замовив технічне обстеження несучих конструкцій одного з навчальних корпусів. Закінчити роботи з відновлення планувалося наприкінці 2024 року, однак термін дії договору з підрядником продовжили ще на рік, до 31 грудня 2025 року.

## Спеціальності
- 051 Економіка;
- 071 Облік і оподаткування;
- 076 Підприємництво;
- 121 Інженерія програмного забезпечення;
- 131 Прикладна механіка;
- 133 Галузеве машинобудування;
- 135 Суднобудування;
- 141 Електроенергетика, електротехніка та електромеханіка;
- 172 Телекомунікації та радіотехніка;
- 271 Морський та внутрішній водний транспорт.

## Керівники
- Сирота Марк Ісакович (1930—1944);
- Шпиць О. Д. (виконуючий обов'язки, 30 червня — 24 липня 1944);
- Бобров С. К. (1944—1946);
- Чекалов Михайло Матвійович (1946—1953);
- Луканов Іван Ілліч (виконуючий обов'язки, 2 квітня — червень 1953);
- Шейко Н. Ф. (виконуючий обов'язки, червень 1953 — серпень 1954);
- Левшин Олександр Якович (1954—1976);
- Воехевич Іван Герасимович (1976—1989);
- Лютий Олександр Павлович (1989—2016);
- Зайковський Олег Сергійович (2016—2022);
- Надич Михайло Михайлович (виконуючий обов'язки, 2022—2024);
- Зайковський Олег Сергійович (2024 — т. ч.)

## Відомі випускники
- Алдошин Максим Олександрович
- Бабич Валерій Васильович
- Ганькевич Анатолій Борисович
- Лисицький Віктор Іванович
- Сандюк Юрій Іванович
- Ставицький Віктор Михайлович
- Ставниченко Григорій Іларіонович
- Старіков Ілля Мойсейович
- Степанов Віктор Олексійович
- Щербаков Павло Миколайович